# 韦尔瑙
内卡河畔韦尔瑙（德語：Wernau (Neckar)），简称韦尔瑙（德語：Wernau，發音：[ˈvɛʁnaʊ] ⓘ）是德国巴登-符腾堡州斯图加特行政区埃斯林根县的城市，面积10.89平方千米，2023年12月31日人口为12,443人。